# Claudio Langes
Claudio Langes (Bréscia, 20 de julho de 1960) é um ex-piloto italiano de automobilismo.

## Carreira
Iniciou sua carreira no kart (categoria 125 cilindradas), em 1978, e nos anos seguintes competiu nas Fórmulas 3 e 3000, onde não conseguiu mais do que um 2º lugar no GP de Enna-Pergusa em 1985 (melhor resultado) e um 3º lugar no GP de Curaçao, em 1985.
Em 1990, Langes ingressa na equipe EuroBrun para a disputa da temporada de Fórmula 1 daquele ano, mas sua estreia não é satisfatória: no GP dos GP dos Estados Unidos, não passa da pré-classificação. Era o começo de um tormento para Langes, que a partir daí tentava se classificar em outras 13 provas, sem deixar a pré-classificação em nenhuma delas, o que o torna ao lado do português Pedro Chaves o pior piloto em desempenho da história da Fórmula 1, já que são os que mais vezes tentaram classificação para um GP sem obter êxito (14).
Com a saída da EuroBrun após o GP da Espanha, o italiano não pilotaria mais um carro de F-1 na carreira, se aventurando em competições de turismo em seu país, entretanto não obtém resultados de destaque.